# U-507 (tàu ngầm Đức)
U-507 là một tàu ngầm tấn công  Lớp Type IX thuộc phân lớp Type IXC được Hải quân Đức Quốc Xã chế tạo trong Chiến tranh Thế giới thứ hai. Nhập biên chế năm 1941, nó đã thực hiện được bốn chuyến tuần tra, đánh chìm được 19 tàu buôn với tổng tải trọng 77.143 GRT, đồng thời gây hư hại cho một chiếc khác tải trọng 6.561 GRT. Trong chuyến tuần tra cuối cùng, U-507 bị một thủy phi cơ PBY Catalina của Hải quân Hoa Kỳ đánh chìm trong Đại Tây Dương ngoài khơi Brazil vào ngày 13 tháng 1, 1943.

## Thiết kế và chế tạo

### Thiết kế
Thiết kế của tàu ngầm Type IXC có kích thước hơi nhỉnh hơn so với phân lớp Type IXB dẫn trước. Chúng có trọng lượng choán nước 1.120 t (1.100 tấn Anh) khi nổi và 1.232 t (1.213 tấn Anh) khi lặn. Con tàu có chiều dài chung 76,76 m (251 ft 10 in), lớp vỏ trong chịu áp lực dài 58,75 m (192 ft 9 in), mạn tàu rộng 6,76 m (22 ft 2 in), chiều cao 9,60 m (31 ft 6 in) và mớn nước 4,70 m (15 ft 5 in).
Chúng trang bị hai động cơ diesel MAN M 9 V 40/46 siêu tăng áp 9-xy lanh 4 thì, tổng công suất 4.400 PS (3.200 kW; 4.300 bhp), dẫn động hai trục chân vịt đường kính 1,92 m (6,3 ft), cho phép đạt tốc độ tối đa 18,3 kn (33,9 km/h), và tầm hoạt động tối đa 13.450 nmi (24.910 km) khi đi tốc độ đường trường 10 kn (19 km/h). Khi đi ngầm dưới nước, chúng sử dụng hai động cơ/máy phát điện Siemens-Schuckert 2 GU 345/34 tổng công suất 1.000 PS (740 kW; 990 shp). Tốc độ tối đa khi lặn là 7,3 kn (13,5 km/h), và tầm hoạt động 63 nmi (117 km) ở tốc độ 4 kn (7,4 km/h). Con tàu có khả năng lặn sâu đến 230 m (750 ft).
Vũ khí trang bị có sáu ống phóng ngư lôi 53,3 cm (21 in), bao gồm bốn ống trước mũi và hai ống phía đuôi, và mang theo tổng cộng 22 quả ngư lôi 53,3 cm (21 in). Tàu ngầm Type IX trang bị một hải pháo 10,5 cm (4,1 in) SK C/32 với 110 quả đạn, một pháo phòng không 3,7 cm (1,5 in) SK C/30 và hai pháo phòng không 2 cm (0,79 in) C/30. Thủy thủ đoàn bao gồm 4 sĩ quan và 44 thủy thủ.

### Chế tạo
U-507 được đặt hàng vào ngày 20 tháng 10, 1939, và được đặt lườn tại xưởng tàu Deutsche Werft ở Hamburg vào ngày 20 tháng 3, 1940. Nó được hạ thủy vào ngày 15 tháng 7, 1941, và nhập biên chế cùng Hải quân Đức Quốc Xã vào ngày 8 tháng 10, 1941 dưới quyền chỉ huy của Hạm trưởng, Thiếu tá Hải quân Harro Schacht. Ông được tặng thưởng Huân chương Chữ thập sắt Hiệp sĩ do thành tích khi chỉ huy U-507.

## Lịch sử hoạt động
Sau khi hoàn tất việc chạy thử máy và huấn luyện trong thành phần Chi hạm đội U-boat 4, U-507 được điều sang Chi hạm đội U-boat 2 từ ngày 1 tháng 3, 1942 để hoạt động trên tuyến đầu cho đến khi bị mất.

### Chuyến tuần tra thứ nhất
Sau khi di chuyển từ Hamburg đến Helgoland (còn được gọi là Heligoland) vào đầu tháng 3, 1942, U-507 xuất phát từ đây vào ngày 12 tháng 3 cho chuyến tuần tra đầu tiên trong chiến tranh. Nó tiến ra Bắc Hải, rồi băng qua khe GI-UK giữa các quần đảo Shetland và Faroe để vòng qua quần đảo Anh và hoạt động tại vùng biển Bắc Đại Tây Dương về phía Tây Ireland (Khu vực Tiếp cận phía Tây). Nó không đánh chìm được mục tiêu nào, nên kết thúc chuyến tuần tra khi quay trở về cảng Lorient bên bờ Đại Tây Dương của Pháp đã bị Đức chiếm đóng, đến nơi vào ngày 25 tháng 3.

### Chuyến tuần tra thứ tư – Bị mất

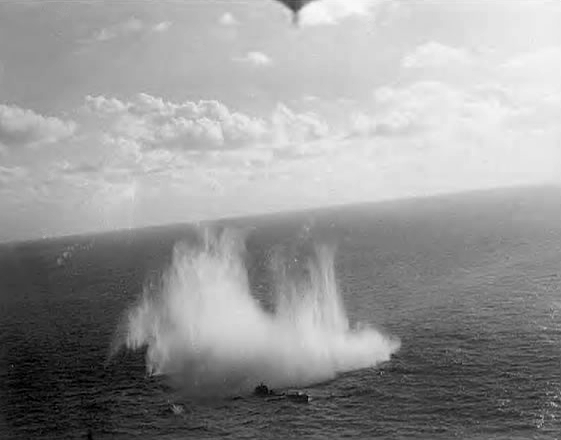
Một tàu ngầm U-boat Đức, được tin là U-507, đang bị một chiếc Catalina thả mìn sâu tấn công ngoài khơi Brazil.

U-507 khởi hành từ Lorient vào ngày 28 tháng 11, 1943 cho chuyến tuần tra thứ tư, cũng là chuyến cuối cùng, và lại hướng xuống phía Nam dọc theo bờ biển Tây Phi để hoạt động ngoài khơi bờ biển Brazil. Tại đây nó lần lượt đánh chìm ba tàu buôn Anh: chiếc Oakbank 5.154 GRT bị đánh chìm vào ngày 27 tháng 12 ở vị trí khoảng 200 nmi (370 km) về phía Đông Bắc Fortaleza, Brazil; chiếc Baron Dechmont 3.675 GRT vào ngày 3 tháng 1, 1943 ở vị trí về phía Tây Bắc mũi São Roque, Brazil; và chiếc Yorkwood 5.401 GRT vào ngày 8 tháng 1 ở vị trí về phía Tây Bắc đảo Ascension thuộc Anh. Hạm trưởng của cả ba chiếc tàu buôn Anh đều bị U-507 bắt giữ như tù binh chiến tranh. Sang ngày hôm sau 8 tháng 1, Thiếu tá Harro Schacht hạm trưởng nhận được tin ông được trao tặng Huân chương Chữ thập sắt Hiệp sĩ, nhưng ông không còn cơ hội được đeo phần thưởng cao quý này.
Đến ngày 13 tháng 1, U-507 bị một thủy phi cơ PBY Catalina thuộc Liên đội VP-83 Hải quân Hoa Kỳ, xuất phát từ một căn cứ mới thành lập tại Brazil, phát hiện. Chiếc PBY Catalina đã thả nhiều quả mìn sâu tấn công, đánh chìm được chiếc tàu ngầm ở vị trí khoảng 350 nmi (650 km) ngoài khơi mũi São Roque, tại tọa độ 01°38′B 39°52′T / 1,633°B 39,867°T. Toàn bộ 53 thành viên thủy thủ đoàn của U-507 cùng với ba tù binh trên tàu đều đã thiệt mạng.

### Tóm tắt chiến công
U-507 đã đánh chìm được 19 tàu buôn với tổng tải trọng 77.143 GRT, đồng thời gây hư hại cho một chiếc khác tải trọng 6.561 GRT:
| Ngày              | Tên tàu          | Quốc tịch      | Tải trọng | Số phận      |
| ----------------- | ---------------- | -------------- | --------- | ------------ |
| 30 tháng 4, 1942  | Federal          | United States  | 2.881     | Bị đánh chìm |
| 4 tháng 5, 1942   | Norlindo         | United States  | 2.686     | Bị đánh chìm |
| 5 tháng 5, 1942   | Munger T. Ball   | United States  | 5.104     | Bị đánh chìm |
| 5 tháng 5, 1942   | Joseph M. Cudahy | United States  | 6.950     | Bị đánh chìm |
| 6 tháng 5, 1942   | Alcoa Puritan    | United States  | 6.759     | Bị đánh chìm |
| 7 tháng 5, 1942   | Ontario          | Honduras       | 3.099     | Bị đánh chìm |
| 8 tháng 5, 1942   | Torny            | Norway         | 2.424     | Bị đánh chìm |
| 12 tháng 5, 1942  | Virginia         | United States  | 10.731    | Bị đánh chìm |
| 13 tháng 5, 1942  | Gulfprince       | United States  | 6.561     | Bị hư hại    |
| 16 tháng 5, 1942  | Amapala          | Honduras       | 4.148     | Bị đánh chìm |
| 16 tháng 8, 1942  | Baependy         | Brazil         | 4.801     | Bị đánh chìm |
| 16 tháng 8, 1942  | Araraquara       | Brazil         | 4.872     | Bị đánh chìm |
| 16 tháng 8, 1942  | Annibal Benévolo | Brazil         | 1.905     | Bị đánh chìm |
| 17 tháng 8, 1942  | Itagiba          | Brazil         | 2.169     | Bị đánh chìm |
| 17 tháng 8, 1942  | Arará            | Brazil         | 1.075     | Bị đánh chìm |
| 19 tháng 8, 1942  | Jacyra           | Brazil         | 89        | Bị đánh chìm |
| 22 tháng 8, 1942  | Hammaren         | Sweden         | 3.220     | Bị đánh chìm |
| 27 tháng 12, 1942 | Oakbank          | United Kingdom | 5.154     | Bị đánh chìm |
| 3 tháng 1, 1943   | Baron Dechmont   | United Kingdom | 3.675     | Bị đánh chìm |
| 8 tháng 1, 1943   | Yorkwood         | United Kingdom | 5.401     | Bị đánh chìm |